# Histoire de luv'
Singles de K-Maro
Femme Like U
(2005) Strip Club
(2005)
Histoires de luv' est le troisième single du chanteur québécois de R'n'B ; K-Maro, extrait de son premier album Million Dollar Boy. La chanson est un featuring avec la chanteuse Shy'm.

## Classement des ventes
| Pays                      | Meilleure position |
| ------------------------- | ------------------ |
| France (Ventes Physiques) | 6                  |
| Suisse                    | 15                 |
| Québec                    | 24                 |